# Jiří Růžek
Jiří Růžek, češki erotični fotograf, * 29. avgust 1967 Litoměřice, Češkoslovaška (danes Češka).

## Biografija
Jiří Růžek se je rodil leta 1967 v Litoměřicah (Češka), kasneje je živel v vasi Libochovany. Danes živi v Pragi. Njegova partnerka je arhitektka in fotografinja Ludmila Foblová.
Najbolj znan po svojih fotografijah golih žensk. V letih 2004 - 2005 je sodeloval s hrvaško umetnico Teo Hatadi.

## Razstave
- 1. Holešovická kavárna 2006, Praga
- Jiří Růžek - Akty 2007 (1. Holešovická kavárna Praga)
- Designblok 2009 (Superstudio A4 Holešovický pivovar, Praga)[3]
- Prague Photo 2010 (Exhibition Hall Mánes, Praga)[4]
- Jiří Růžek - Holky v altánu/Girls in the Arbor 2010 (Viniční altán, Praga)[5][6]
- Maximální fotografie 2010 (Grad Rudoltice)[7]
- Jiří Růžek - V lůně středohoří 2010 (Galerija Na Baště Litoměřice)[8]
- Digiforum 2010 (Clarion Congress Hotel, Praga)[9]
- Art For Sue Ryder 2010 (Sue Ryder, Praga)[10]
- Základní Instinkt/Basic Instinct 2010 (Malostranská Beseda, Praga)[11]
- Základní Instinkt/Basic Instinct 2011 (Langhans Galerija, Praga)[12]
- Naked in Algarve, 2011 (Galeria Arte Algarve, Lagoa, Portugalska)[13]
- Feira de arte Arte Algarve IV, 2011 (Única - Adega Cooperativa do Algarve em Lagoa, Lagoa, Portugalska)[11][14]

## Nagrade
- Akty X 2009 - 1. nagrada (Reflex magazine best nude photo contest)[15][16]
- Základní instinkt 2010 - 1. nagrada (polfinale, Instinkt)[17][18]

## Knjige
- Transit (2009, Euphoria Factory, Japonska) ISBN 978-4-06-379405-2
- Nude Photography (2010, Loft Publications, Španija/Frechmann GmbH., Nemčija) ISBN 978-84-92731-00-8
- Dame tus ojos (2011, Random House, Španija) ISBN 978-84-253-4574-6
- Fetish Fantasies (2011, Feierabend Unique Books, Nemčija) ISBN 978-3-939998-77-8
- Pussymania (2011, Edition Skylight, Švica) ISBN 978-3-03766-622-7